# كريستوفر بيرس
كريستوفر بيرس (19 أبريل 1984 في المملكة المتحدة - )  (بالإنجليزية: Christopher Pearce)‏ هو لاعب كريكت بريطاني.